# Болинао
Болинао (самоназвание: Binu-Bolinao) — один из самбальских языков. Распространён в филиппинской провинции Пангасинан, главным образом в муниципалитетах Анда и Болинао. Владеющих языком как родным — около 50 тысыч человек (Ethnologue 1990). Второй по численности говорящих самбальский язык после тина.
Число монолингвов невелико, большинство носителей владеет пангасинанским, тагальским или илоканским, часть их — полностью перешла на один из этих языков. Изучается в начальной и средней школе, осуществляются попытки по сохранению болинао.

## Фонетика
В болинао существует 21 фонема: 16 согласных и 5 гласных. Слоговая структура достаточно проста, каждый слог состоит как минимум из согласного и гласного звуков.

### Гласные
- /a/ неогубленный гласный переднего ряда нижнего подъёма
- /ə/ (на письме — <e>) шва (звук среднего ряда среднего подъёма)
- /i/ неогубленный гласный переднего ряда верхнего подъёма
- /o/ огубленный гласный заднего ряда средне-верхнего подъёма
- /u/ огубленный гласный заднего ряда верхнего подъёма

6 основных дифтонгов: /aɪ/, /əɪ/, /oɪ/, /uɪ/, /aʊ/, и /iʊ/.